# إد بيل
إد بيل (بالإنجليزية: Ed Bell)‏ هو عازف قيثارة وموسيقي ومغني وكاتب أغاني أمريكي، ولد في 1905 في ألاباما في الولايات المتحدة، وتوفي في 1960 في غرينفيل في الولايات المتحدة.

## وصلات خارجية
- إد بيل على موقع ميوزك برينز (الإنجليزية)
- إد بيل على موقع ديسكوغز (الإنجليزية)